# Harold Crooks
Harold Crooks (né au XXe siècle) est un journaliste, écrivain et réalisateur canadien de films documentaires.

## Biographie
Harold Crooks a agi à titre d'expert-conseil de l'industrie des déchets auprès des mouvements écologistes et du gouvernement. Il est connu pour ses documentaires tel que The Corporation (2003), The Champagne Safari (1995) et The World Stopped Watching (2003). Il a été récompensé aux Genie Awards pour le meilleur documentaire pour The World is watching en 1989.
Surviving Progress (Survivre au progrès - 2011), d'après le livre Brève histoire du progrès de Ronald Wright, est de loin le film le plus populaire pour ce dernier. Le film-documentaire fait partie de la sélection officielle du festival international de Toronto, du nouveau cinéma Montréal et de Vancouver.
Son film documentaire Le Prix à payer (The Price We Pay) figure dans la liste « Canada's Top Ten », les dix meilleurs longs-métrages canadiens de 2014, sélectionnés par un jury composé de sept réalisateurs et professionnels de l'industrie du cinéma, coordonné par TIFF,,

## Ouvrages
- (en) Dirty business:the inside story of the new garbage agglomerates, J. Lorimer, 1983  (ISBN 0888626029)
- (fr) La Bataille des ordures, Boréal express, 1984  (ISBN 2890521052)
- (en) Giants of garbage: the rise of the global waste industry and the politics of pollution control, James Lorimer & Company, 1993

## Filmographie partielle
- 2013 : Surviving Progress
- 2014 : Le Prix à payer